# Charles Boycott
Charles Cunningham Boycott (Norfolk, 12 de Março de 1832 — Suffolk, 19 de Junho de 1897) foi um militar britânico e um Agente de Terras.
Seu ostracismo pela comunidade da Irlanda em 1880, parte de uma campanha pelos direitos dos trabalhadores, deu à língua inglesa o verbo "boycott", que significa colocar em ostracismo. Esta palavra inglesa deu origem em português à palavra boicote.

## Biografia
Charles Boycott nasceu em Norfolk, no ano de 1832. A partir de 1850 serviu ao Exército Britânico no 39º da Infantaria. Em 1872 vai à Irlanda trabalhar como Agente de Terras para Lorde Erne (John Crichton, 3o Earl Erne), latifundiário local. Também cultivava suas próprias terras.
Passando por dificuldades, os camponeses locais pediram a ele uma redução em seus aluguéis. Boycott recusa e inicia processos de despejo.
Em 1880, Michael Davitt lidera a retirada dos trabalhadores locais necessários para conservar a colheita na propriedade de Lorde Erne.
O movimento faz parte da campanha da Liga Irlandesa da Terra, dirigida por Charles Stewart Parnell, para proteger os inquilinos da exploração, assegurando um aluguel justo, a garantia de emprego e o direito de venda livre.
Quando Boycott tentou se contrapor à campanha, a mesma Liga lançou um movimento para isolá-lo na comunidade local:
- Os vizinhos não lhe falariam.
- As lojas não lhe serviriam.
- Na igreja, não lhe falariam nem se sentariam perto dele.

A campanha contra Boycott tornou-se famosa na imprensa britânica: os jornais ingleses enviaram correspondentes ao oeste de Irlanda, dando destaque ao que consideraram como vitimização de um empregado de um Lorde do reino pelos camponeses irlandeses.
Cinqüenta "Orangemen", membros da organização protestante irlandesa "Orange Order", do Condado de Cavan viajaram à propriedade do Lorde Erne para conservar a colheita.
Um regimento de 1.000 homens da organização policial "Royal Irish Constabulary" foi enviado para proteger as plantações.
O episódio todo custou ao governo britânico cerca de 10.000 Libras, para proteger as 350 Libras que valeriam a colheita de batatas, segundo a estimativa feita por Boycott.
Boycott, estressado, deixou a Irlanda no dia 1 de dezembro de 1880.
Seu nome foi imortalizado pela criação do verbo "boicotar", que significa "colocar em ostracismo".

## O boicote como estratégia de desobediência civil
Boicotar transformou-se num método padrão da desobediência civil e da política de não-violência.
Foi praticado, entre outros: por Mahatma Gandhi; pelos anti-Nazistas durante a Segunda Guerra Mundial; e pelos ativistas das campanhas pelos direitos civis nos Estados Unidos e na Irlanda do Norte realizadas na década de 1960.

## A história do capitão Boycott no cinema
Em 1947 a história do capitão Boycott foi tema do filme "Captain Boycott".